# Друо, Антуан
Антуан Друо (1774—1847) — французский военный деятель, артиллерист, дивизионный генерал (с 3 сентября 1813), барон Империи (14 марта 1810 года), затем граф (24 октября 1813 года), участник революционных и наполеоновских войн. Наполеон называл Друо «первым офицером своего рода оружия», а немцы прозвали его «генерал-фейерверкмейстером Наполеона».

## Биография
Антуан Друо родился 11 января 1774 года в Нанси, где отец его был булочником.
Окончив местный колледж в 1792 году, Друо блестяще выдержал экзамен при военной школе в Меце и 1 июня 1793 года поступил подпоручиком в 1-й артиллерийский полк. Показал себя отличным офицером в боях под Флерюсом в 1794 году, на Треббии в 1799 году, в Египте и при Гогенлиндене в 1800 году. В 1808 году он был произведён в подполковники пешей артиллерии старой гвардии, с которой участвовал в сражении при Ваграме в 1809 году и в походе в Россию в 1812 году, причём за отличие при Бородине Друо был назван командором ордена Почётного легиона.

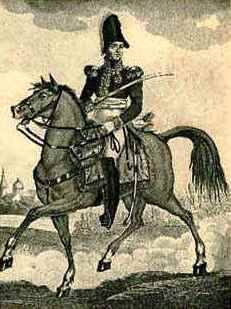
Генерал А. Друо

С особенным же блеском дарования Друо обнаружились в кампании 1813 года. Гибель войск в России заставила Наполеона искать в артиллерии перевес, которого он не мог уже найти ни в количестве, ни в качестве солдат. Друо прекрасно понял огромное значение, которое приобретало его оружие и обратил на себя всеобщее внимание в сражении при Люцене, отлично руководя действиями всей гвардейской артиллерии. За сражение при Бауцене он был 3 сентября произведён в дивизионные генералы, и при Вашау накануне Битвы народов, командуя резервной артиллерией, нанёс неприятелю огромный урон. За это дело он 24 октября был пожалован графским достоинством Французской империи.
30 октября 1813 года под Ханау он наголову разбил баварцев, но самым блестящим его подвигом считается дело 17 марта, когда Друо удалось с несколькими орудиями и горстью людей форсировать Воклерское ущелье под огнём 60 пушек.
После отречения Наполеона Друо последовал за ним на остров Эльбу и, сколько мог, противился возвращению его во Францию; когда же оно было решено, принял командование авангардом и в генеральном сражении при Ватерлоо проявил своё обычное бесстрашие и энергию.
После Ватерлоо Друо тщетно убеждал правительственную комиссию не падать духом, напоминал о римском сенате, который после поражения при Каннах вотировал консулу благодарность за то, что тот не усомнился в войсках и не отчаялся в спасении родины.
Будучи внесён в проскрипционный список, Друо сам отдался в руки правительства Людовика XVIII, был предан суду, но на суде 6 апреля 1816 года защищался с таким благородством, что был оправдан.
После этого он жил в Нанси, занятый исключительно земледелием, отклонив неоднократные предложения короля получить пенсию или должность, и умер там же 24 марта 1847 года.
Наполеон ставил Друо выше большинства своих маршалов; его лояльность и редкое бескорыстие внушали императору, называвшему Друо мудрецом, большое уважение. Наполеон завещал Друо 100 тысяч франков, которые тот употребил на благотворительность.
В 1855 году в городе Нанси ему был воздвигнут памятник, также памятник Друо установлен в Париже у стен Лувра. Кроме того, в Париже его имя высечено на Триумфальной арке и в его честь названы улица и станция метро. 22 мая 1961 года во Франции была выпущена почтовая марка с изображением Друо.

## Награды
- Орден Почётного легиона:

Легионер (5 августа 1804 года);
Офицер (9 июля 1809 года);
Командор (26 сентября 1812 года);
Великий офицер (23 марта 1814 года);
Большой крест (18 октября 1830 года);
- Орден Святого Людовика, кавалер (8 июля 1814 года);
- Пэр Франции (2 июня 1815 года и 19 ноября 1831 года).

## Образ в кино
- «Ватерлоо» (Италия, СССРЮ 1970) — актёр Джанни Гарко